# Young Divas

Young Divas var en australsk pop pigegruppe, der blev dannet i 2006 af Sony BMG Australien i første omgang for en one-off single og national turné for at promovere alle medlemmer som solister. Den oprindelige line up bestod af tidligere australske Idol deltagere, herunder sæson ets finalist Paulini, sæson to deltageren Ricki-Lee Coulter, sæson tre vinder Kate DeAraugo og runner-up Emily Williams.
Young Divas udgav et cover af "This Time I Know It's for Real" for at tiltrække opmærksomhed til turen. Sangen toppede som nummer to på ARIA Singles Chart og blev certificeret platin af Australian Recording Industry Association (ARIA). Et cover af "Happenin 'All Over Again" blev senere udgivet som deres anden single, der toppede som nummer ni og blev certificeret med guld. På grund af deres kommercielle succes, besluttede Sony BMG, at Young Divas ville indspille et album af klassiske disco og pop med titlen, Young Divas, i november 2006. Albummet debuterede som nummer fire på ARIA Album Chart og blev certificeret med dobbelt platin.